# Kasztelania goręczyńska
Kasztelania goręczyńska – kasztelania wchodząca w skład księstwa tczewskiego, która była ziemią graniczną pomiędzy dzielnicami tczewską a gdańską. W latach 1241–1282 stanowiła ona własność biskupstwa kujawsko-pomorskiego.
Choć przebieg granic kasztelanii nie jest znany, wiadomo, które wsie wchodziły w jej skład:
„Obszar przekazany biskupowi Michałowi i Kościołowi włocławskiemu przez Sambora II obejmował obszary dzisiejszej gminy Somonino. Stanowiły one północno-zachodnie peryferia dzielnicy lubiszewskiej... Biskup Michał otrzymał 14 wsi: Ostrzyce, Goręczyno, Somonino, Sławki, Rąty, Leszno, Kiełpino, praz zaginione Karlikowo, leżące pod Żukowem i sąsiadujące bezpośrednio z dzisiejszym Sitnem, Vanckovo i Zakonici w okolicach dzisiejszych Ramlejów i Goręczyna-Wybudowań, dalej Ranicovo i Darganze w pobliżu Sławek, Mieskouo między Rątami a Sławkami.”
W 1241 roku książę tczewski Sambor II podczas pertraktacji w Toruniu przekazał kasztelanię goręczyńską biskupowi Michałowi. W zamian duchowny zrzekł się z pobierania dziesięciny z terytorium księstwa tczewskiego. Wkrótce jednak skonfliktowany z biskupem książę gdański Świętopełk II odebrał kasztelanię. Nie przyniosły rezultatu mediacje legata papieskiego Pizona w 1246 roku, który stwierdził, że Świętopełk ma zwrócić Michałowi wszystkie wsie i ziemię tworzące kasztelanię. Po okresie krótkotrwałego pokoju kasztelania znowu stała się punktem sporu. Odzyskał ją dopiero następca biskupa Michała, Wolimir, w roku 1252. Kasztelania wróciła do Pomorza na stałe w roku 1282.